# William Least Heat-Moon
William Least Heat-Moon (nascido William Lewis Trogdon, 27 de agosto de 1939) é um escritor de viagens americano e historiador de ascendência inglesa, irlandesa e alegada Osage . Ele é autor de vários livros que narram viagens inusitadas pelos Estados Unidos, incluindo viagens de barco pelo país ( River-Horse, 1999) e, em sua obra mais conhecida ( Blue Highways, de 1982), sobre sua jornada em um Ford 1975 Carrinha Econoline.

## Biografia
William Trogdon nasceu em Kansas City, Missouri . O nome da família Trogdon vem de sua linhagem euro-americana, e o nome Heat-Moon reflete suas reivindicações não comprovadas à linhagem Osage. O pai de William, Ralph Grayston Trogdon, chamava a si mesmo de "Heat-Moon", seu meio-irmão mais velho do casamento anterior de sua mãe era chamado por seu padrasto de "Little Heat-Moon" e ele era chamado de "Least Heat-Moon". A família Trogdon não tem ascendência nativa americana documentada. Trogdon, filho de um advogado, cresceu no Missouri, onde frequentou escolas públicas. Ele freqüentou a Universidade de Missouri, obtendo um diploma de bacharel em 1961, um mestrado em 1962 e um doutorado em 1972 (todos em inglês). Mais tarde, ele voltou e concluiu o bacharelado em fotojornalismo na MU em 1978. Trogdon era um membro do capítulo Beta-Theta de Tau Kappa Epsilon . Mais tarde, ele serviu como professor de inglês na universidade. </link>
Trogdon reside no condado de Boone, perto do rio Missouri . </link>

## Obras
Blue Highways (1982) é a crônica de uma viagem de três meses que Least Heat-Moon fez pelos Estados Unidos em 1978, depois que ele perdeu o emprego de professor e se separou de sua primeira esposa. Ele conta como viajou 13.000 milhas, tanto quanto possível em estradas secundárias, e tentou evitar cidades. Essas estradas eram frequentemente desenhadas em mapas em azul no antigo atlas rodoviário de Rand McNally, daí o título do livro. Morando em sua van, ele visitou pequenas cidades como Nameless, Tennessee ; Hachita, Novo México ; e Bagley, Minnesota, para encontrar lugares na América intocados por cadeias de fast food e rodovias interestaduais . O livro registra sua busca por algo maior do que ele mesmo e inclui encontros memoráveis em cafés de beira de estrada. Este livro de memórias foi muito popular, fazendo parte da lista dos mais vendidos do New York Times em 1982-83 por 42 semanas. Também foi o vencedor de um Prêmio Christopher em 1984.
PrairyErth: A Deep Map (1991) é um relato da história e do povo de Chase County, Kansas . Este trabalho introduziu o conceito de um mapa profundo .
River-Horse (1999) é o relato de Least Heat-Moon sobre uma viagem de barco de quatro meses de costa a costa pelos Estados Unidos, na qual ele viajou quase exclusivamente pelas hidrovias do país, do Atlântico ao Pacífico. Durante esta jornada de quase 5.000 milhas, ele seguiu rotas documentadas registradas pelos primeiros exploradores, como Henry Hudson e a expedição de Lewis e Clark .
Colombo nas Américas (2002) é uma breve história das viagens de Cristóvão Colombo .
Roads to Quoz (2008) é outro "road book". Isso cobre "não uma longa viagem, mas uma série de viagens mais curtas"  feitas ao longo dos anos entre os livros. Robert Sullivan, do New York Times Book Review, comentou que Least Heat-Moon celebra "serendipidade e alegre desordem".
Here, There, Elsewhere (2013) é uma coleção dos melhores textos de viagem curtos de Least Heat-Moon.
An Osage Journey to Europe 1827-1830 (2013) foi traduzido e editado por Least Heat-Moon e James K Wallace. É o relato de seis osages que viajaram para a Europa em 1827, acompanhados de três americanos.
Escrever 'Blue Highways' (2014) é um relato de como Least Heat-Moon escreveu seu livro best-seller Blue Highways . Ao refletir sobre a jornada, ele também discute a escrita, a publicação, as relações pessoais e muitos outros aspectos que envolveram a escrita do livro. Ele ganhou um prêmio de Distinguished Literary Achievement, Missouri Humanities Council, 2015.
Celestial Mechanics: A Tale for a Mid-Winter Night (2017) é o romance de estreia de William Least Heat-Moon.

## Temas

### Ecocentrismo
As obras de Least Heat-Moon concentram-se fortemente no tema do ecocentrismo . Como seu trabalho mais conhecido se concentra em diferentes métodos de atravessar a paisagem norte-americana, pode-se dizer que o ecossistema serve como uma base necessária para os escritos de Least Heat-Moon. Jonathan Levin, professor de inglês na Universidade de Mary Washington, rotula Least Heat-Moon de “ naturalista literário  . Especificamente, ele tenta ilustrar uma relação híbrida entre humanos e o meio ambiente e como cada entidade influencia a outra. A natureza é apresentada mais como um personagem ativo nas narrativas de Least Heat-Moon do que como um pano de fundo. Como resultado, Least Heat-Moon questiona a natureza de como a sociedade define seus próprios limites geográficos. Renee Bryzik, professora da UC Davis, compara o método de Least Heat-Moon de ilustrar essa interação socioambiental a uma análise revigorada do biorregionalismo . De acordo com Bryzik, o que parece mais fascinante para Least Heat-Moon são os casos em que a linha que divide a sociedade da natureza se torna tênue, e é difícil dizer se a sociedade influenciou o meio ambiente ou vice-versa.
Os escritos de Least Heat-Moon também apresentam uma crítica de como o progresso social afetou negativamente o ecossistema. Os insights que Least Heat-Moon obteve em suas viagens pelas rodovias azuis foram duplos, pois, embora ele fosse capaz de aceitar seu próprio crescimento pessoal, ele era simultaneamente capaz de contemplar como ele, como ser humano, se encaixava no mundo. tecido maior do universo. Em essência, sua capacidade de comentar sobre o estado do ecossistema pós- Rodovias Azuis resultou de sua compreensão adquirida de como os humanos interagem com seu ambiente físico e como devem interagir com seu ambiente. River Horse é particularmente eficaz como meio de comentários sobre a gestão contemporânea de recursos ambientais, pois suas viagens dependiam de um tipo diferente de estrada azul: os rios da América do Norte.

## Psicologia do self
Embora a Blue Highways seja lembrada principalmente pela jornada física, que cobre cerca de 38 dos 50 estados dos EUA, a quintessência do livro é a jornada interna que Least Heat-Moon faz. As rodovias azuis permitiram que Least Heat-Moon tivesse espaço e liberdade para refletir sobre quem ele era, quem ele queria ser e como ele se encaixava no mundo ao seu redor. Iniciada pela perda de seu emprego e pelo desmoronamento de seu casamento, sua própria busca pelo “eu” literalmente o levou para o caminho menos percorrido. Blue Highways foi comparada a um cruzamento entre Travels with Charley, de John Steinbeck, e On the Road, de Jack Kerouac .
Além da própria admissão de Least Heat-Moon de que Travels with Charley influenciou parcialmente a decisão de viajar e escrever Blue Highways, os tons literários de ambos os livros também se comparam. Ambos os autores estavam interessados em explorar os Estados Unidos como observadores atentos e reflexivos. As circunstâncias de Least Heat-Moon refletem as do protagonista de Kerouac também, e o trabalho mostra uma dimensão espiritual reminiscente da cultura “Beat”. Ele próprio foi influenciado por escritores beat como Lawrence Ferlinghetti, e admitiu ter retrabalhado o conceito de On the Road de Kerouac .
Um aspecto de Blue Highways como uma narrativa de viagem é que é um instantâneo da cultura americana que ecoa os sentimentos dos escritos da Geração Beat e até mesmo dos diários de viagem da Era Romântica, mas o faz no final dos anos 1970. Sua decisão de seguir o caminho aberto em busca de verdades espirituais deu continuidade a uma tradição que capturou a perspectiva cultural de uma certa época da história dos Estados Unidos (décadas de 1950 a 1970). Até certo ponto, esta tradição foi perdida.
Embora as obras de Least Heat-Moon ecoem conceitos espirituais transcendentalistas, ele afirmou que não se considera um “transcendentalista”.

## Cartografia
Veja mapeamento profundo .